# Kaisers Gute Backstube
Die Kaisers Gute Backstube GmbH ist ein mittelständisches Familienunternehmen mit 43 Fachgeschäften in Baden-Württemberg mit Sitz in Ehrenkirchen bei Freiburg im Breisgau (Stand 2024).

## Geschichte

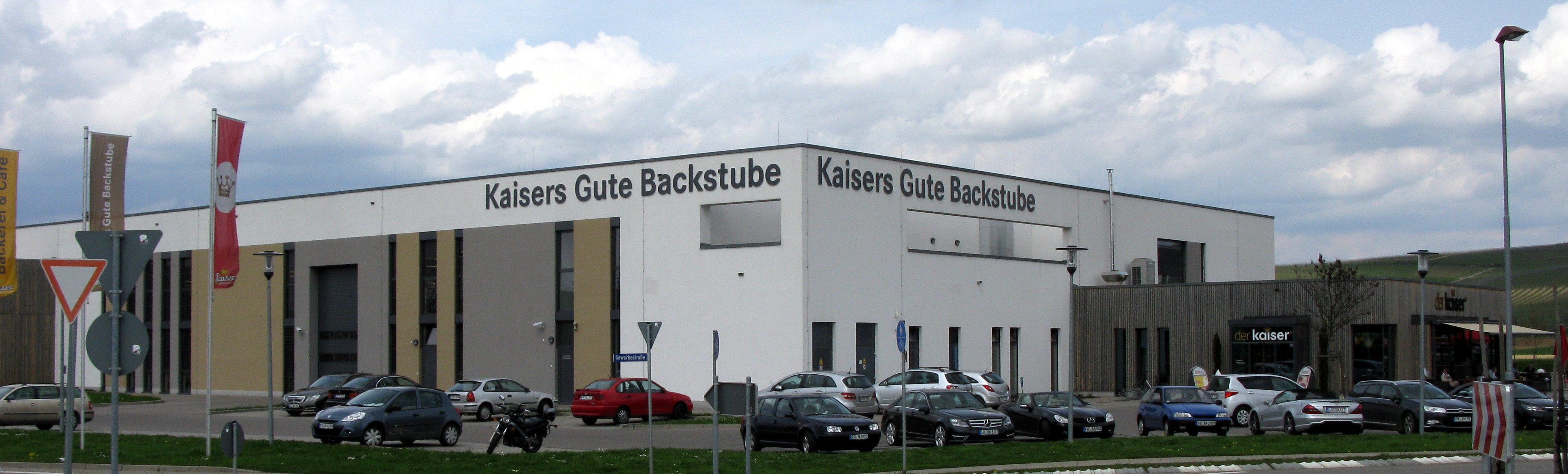
Firmensitz in Ehrenkirchen

Das Unternehmen ist seit dem Jahr 1948 in Familienbesitz. Geführt wird das Unternehmen heute in 3. Generation von Birgit Kaiser und Gottfried Faller, die seit 2007 zum Geschäftsführungsteam gehören. Waltraud Kaiser († Januar 2021) und Wolfgang Kaiser entwickelten das Unternehmen von 1979 bis 2022 zum Qualitätsführer in der Region. Im Jahr 1979 übernahmen sie den Bäckereibetrieb von ihren Eltern Frieda und Ernst Kaiser.

## Unternehmensdaten
Es sind 520 Mitarbeiter beschäftigt, davon über 370 im Verkauf. Der zentrale Firmensitz liegt im Gewerbegebiet Ehrenkirchen. Hier sind 150 Mitarbeiter in der Produktion und der Verwaltung beschäftigt. Kaiser hat eine Auszubildendenquote von derzeit 5 %.

## Konzept und Sortiment
Basis sind die Bäckereien mit Kaffeebar.  Eine Erweiterung bieten die Bäckereien mit Themencafé, sie unterscheiden sich optisch in der Ausstattung von den konventionellen Bäckereifachgeschäften und verfolgen eigene Designlinien. Das Organic in Lörrach schaffte es 2016 in das Storebook des DLV. Hinzu kommen die Flagshipstores „derKaiser“ und „dieKaiserin“ in Freiburg. Hier firmiert Kaiser als Bäckerei, Café und Restaurant. Daneben existiert auch ein Cateringservice mit mobiler Espressobar. Seit Juli 2016 betreibt das Unternehmen zudem das historische Gasthaus Krone in Ehrenkirchen und bietet dort in gehobenem Ambiente eine badische Küche an. Dem Restaurant sind zwei Appartements mit Übernachtungsmöglichkeiten angeschlossen.
Im Jahr 2020 hat Kaisers Gute Backstube sein komplettes Brotsortiment auf Bio umgestellt. Das Biogetreide wird von regionalen Bauern geliefert und täglich frisch in der eigenen Biogetreidemühle vermahlen.

## Auszeichnungen
- 1994 „Marktkieker“-Preis der Backbranche[2]
- 2009 Innovationspreis des Gewerbevereins Schallstadt/Ebringen/Pfaffenweiler[3]
- 2013 Feinschmecker – Die besten Bäcker Deutschlands
- 2016 Eintrag im Store Book – Die Ladenbau-Trends
- 2016 BakerMaker-Award – Bundesweiter Ausbildungspreis[4]